# Alain Gouaméné
Alain Gouaméné (Gagnoa, Costa de Marfil, 15 de junio de 1966) es un exfutbolista y entrenador de fútbol de Costa de Marfil que jugaba en la posición de guardameta.

## Carrera

### Club
| Periodo   | Club                   |
| --------- | ---------------------- |
| 1986-1991 | ASEC Mimosas           |
| 1988-1989 | → Lyon II (cedido)     |
| 1991–1992 | Raja Casablanca        |
| 1992–1994 | ASEC Mimosas           |
| 1994–1995 | AS Trouville-Deauville |
| 1995–2000 | Toulouse FC            |

### Selección nacional
Jugó para Costa de Marfil en 58 ocasiones de 1987 a 2000, participó en la Copa Rey Fahd 1992 y en siete ediciones de la Copa Africana de Naciones, la mayor cantidad para un futbolista de Costa de Marfil y los 24 partidos en la competición en la mayor cantidad para un guardameta en el torneo.

### Entrenador
| Periodo   | Club                   |
| --------- | ---------------------- |
| 2002-2003 | Costa de Marfil sub-15 |
| 2004-2005 | Costa de Marfil sub-17 |

## Logros

### Club
- Primera División de Costa de Marfil (2): 1993, 1994

### Selección nacional
- Copa Africana de Naciones (1): 1992

### Individual
- Equipo Ideal de la Copa Africana de Naciones 1992